# Тромбофлебит
Тромбофлебитът е възпаление на стените на вената с образуване на тромб. Различават се тромбофлебит на повърхностните и тромбофлебит на дълбоките вени. По-често са поразени вените на долните крайници и малкия таз. Понякога заболяването се появява като усложнение след раждане, различни операции, инфекциозни заболявания, злокачествени образувания.

## Причини
Причини за появата: инфекции, травма на вената, забавено оттичане на кръвта и промени в процес на съсирване.

## При поява на болестта
Началото на болестта е остро. Появява се зачервяване, болки, уплътнения по дължината на вената, повишава се температурата. При поразяване на дълбоките вени има остри болки в крайниците.

## Същност на болестта
Тромбофлебитът е заболяване, при което кръвни съсиреци спират кръвният поток. Причината за възникването му са застой на кръв във вената вследствие на продължителна неподвижност, от дълго стоене прав на едно място, от притискане и травми. При това положение се създават условия да се образуват съсиреци. Освен чрез лекарство той може да се лекува и със средства на народната медицина.